# Печерна людина

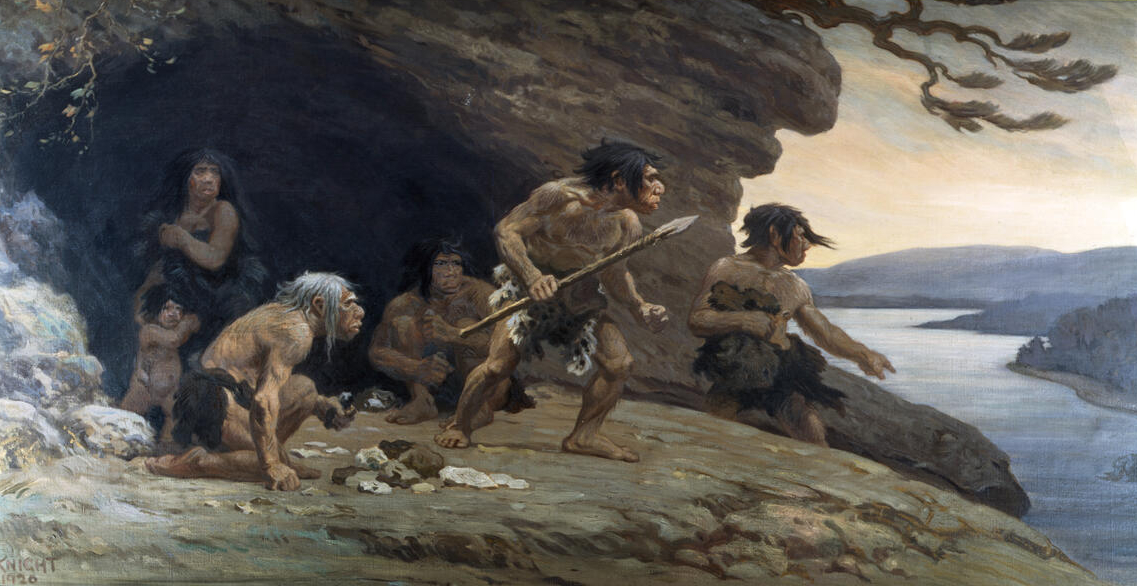
Ле Мустьє Неандерталець ,Чарльз Р. Найт 1920)

Печерна людина — типовий персонаж первісної людини доби палеоліту. Популяризація цього типу датується початком 20-го століття, коли неандертальці були впливово описані як «Вищі примати» або «Людиноподібні»
Марселіном Булем та 
Артуром Кейтом.
Термін «печерна людина» має свій таксономічний еквівалент у нині 
застарілій біноміальній номенклатурі
таксономія людини(Карл Лінней, 
1758).

## Опис

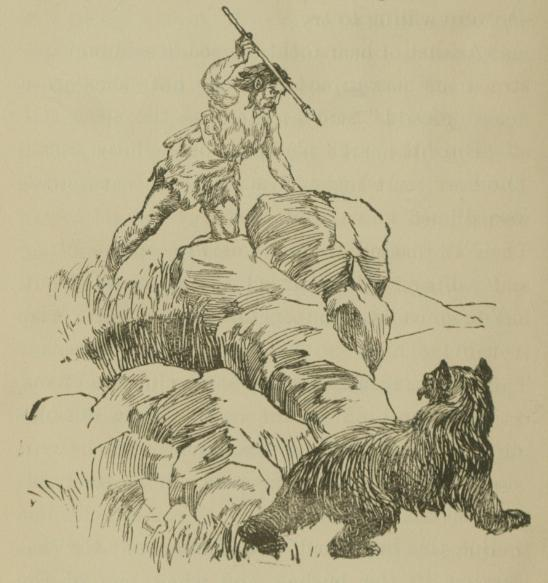
Печерна людина полює на бурого ведмедя. Печерний хлопчик кам'яної доби ілюстрація невідомого художника для Печерний хлопчик кам'яної доби (1907)

Печерних людей, зазвичай, зображують одягненими у волохаті шкури тварин і здатними до печерного живопису, як сучасні, поведінкові люди останнього льодовикового періоду.
Їх часто показують озброєними: камінням, палицями з кісток великої, рогатої худоби або палицями з прив’язаними до них камінням, також їх зображують нерозумними та агресивними. Масова культура  часто представляє печерних людей, що живуть разом із 
динозаврами або поряд із ними, хоча нептахові динозаври вимерли наприкінці крейдяного періоду, за 66 мільйонів років до появи виду Людина.
Епоха, про яку більшість людей думає, коли говорять про «печерних людей», — це епоха палеоліту, яку іноді називають 
кам'яною добою (хоча насправді палеоліт — це лише частина кам'яної доби). Ця ера охоплює більш ніж 2 мільйони років тому і датується періодом  між 40 000 і 10 000 років.
Образ цих людей, що живуть у печерах, виникає через той факт, що в печерах було знайдено більшість артефактів європейських культур кам'яної доби. Однак це, швидше за все, відображає ступінь збереження печер протягом тисячоліть, а не ознаку того, що вони були типовою формою притулку.До останнього льодовикового періоду переважна більшість людей не жили в печерах, як кочові племена 
мисливців-збирачів, які жили в різноманітних тимчасових спорудах, таких як намети та дерев’яні хатини (наприклад, в 
м.Охало.Проте кілька справжніх печерних осель існували, наприклад, на горі Кармель в Ізраїлі.
Стереотипних печерних людей традиційно зображували в одязі, схожому на халати, виготовленому зі шкіри інших тварин і підтримуваному плечовим ременем з одного боку, та з великими палицями  конічної форми.Вони часто мають імена, схожі на бурчання, наприклад Угг і Зог.

## Історія

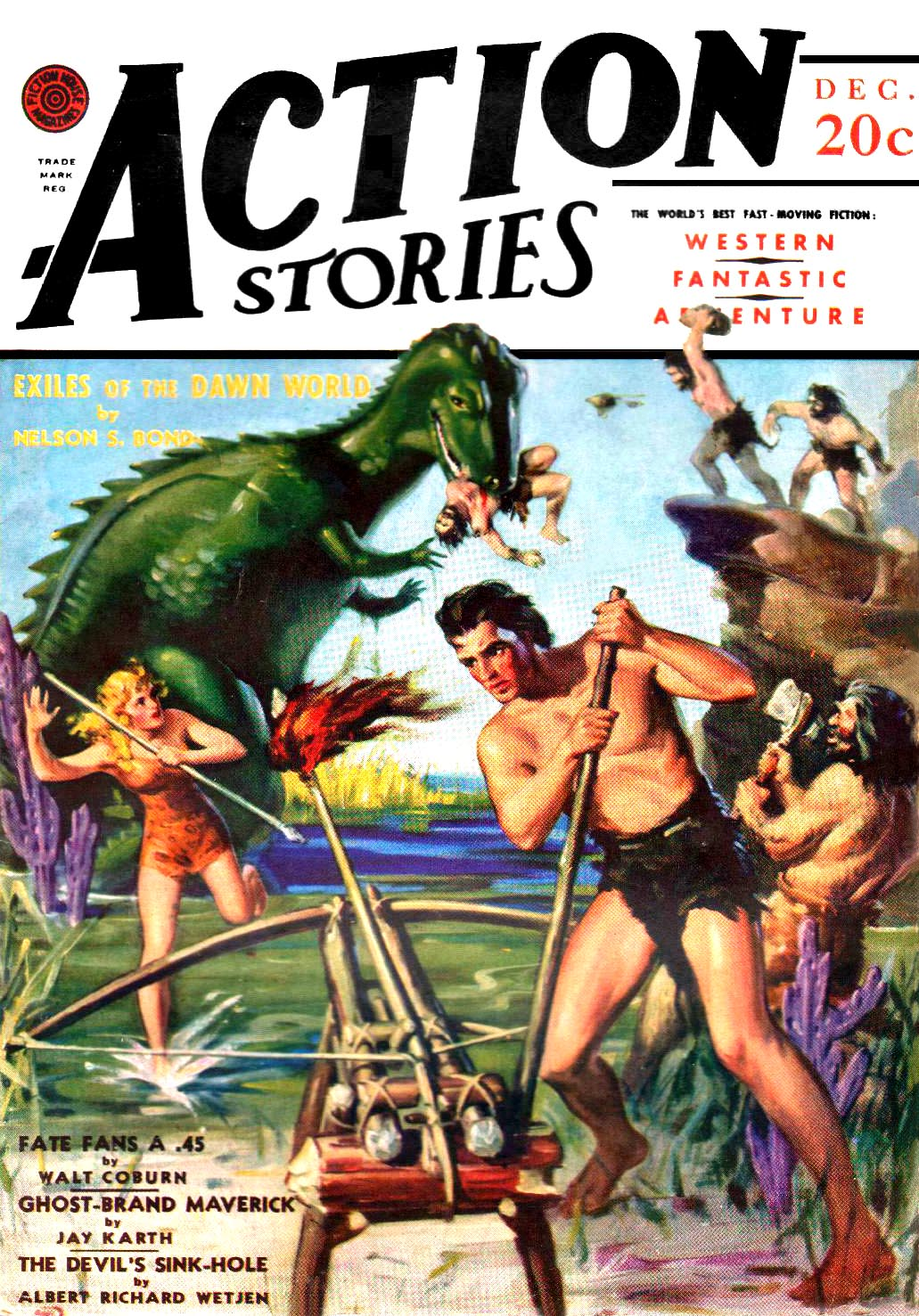
Печерні люди анахронічно борються з динозавром на обкладинці видання 1940 року Бойовики

Геральдичні «дикі люди», схожі на печерних людей, зустрічалися в європейській та африканській іконографії протягом сотень років.У середньовіччя ці істоти зазвичай зображувалися в мистецтві та літературі бородатими та покритими волоссям, часто озброєними  палицями.
У романі «Загублений світ» Артура Конан Дойла (1912) люди-мавпи зображені у боротьбі з сучасними людьми.«Як була  написана перша літера і як був створений алфавіт» - одне з оповідань 
Редьярда Кіплінга Просто казки(1902), у якому розповідається про групу печерних людей. Едгар Райс Берроуз адаптував цю ідею для фільма «Земля, яку забув час»(1918). З’явився жанр фільмів про печерних людей, типовим прикладом для якого є фільм 
Д. У. Гріффіта «Походження людини» (1912); вони надихнули Чарльза Чапліна на сатиричний підхід  у 
«Його доісторичному минулому» (1914), а також у Брутальній силі (1914). Судячи з опису, герої Гріффіта не можуть розмовляти і використовують палиці та каміння як зброю, тоді як герой «Печерної людини» є  Тарзаноподібною фігурою, яка бореться з динозаврами. «Капітан-Печерна людина та ангели-підлітки», яка виходила в ефір з 1977 по 1980 рік, та є класичною анімаційною комедією, яка зображує печерних людей абсолютно волохатими з дубиною.
 «Груба сила»  Д.У.Гріффіта — це німий фільм, випущений в 1914 році , являє собою одне з ранніх зображень печерних людей і динозаврів разом із зображенням цератозавра . Фільм зміцнив уявлення про те, що нептахові динозаври існують з доісторичними людьми.
Анахронічна комбінація печерних людей із динозаврами зрештою стала кліше і використовувалася для створення комедійного ефекту. Комікси B.C., Alley Oop, іспанська франшиза коміксів Mort & Phil, а іноді The Far Side і Gogs  зображують «печерних людей» із динозаврами. Гері Ларсон у своїй книзі 1989 року «Передісторія дальньої сторони» заявив, що одного разу він відчув, що йому потрібно покаятися  у своїх карикатурних гріхах щодо цього: «О Отче, я зобразив первісну людину і динозаврів в одному мультфільмі ». Мультсеріал Флінстоуни навіть з використанням динозаврів, птерозаврів та доісторичних ссавців як інструменти, побутову техніку, транспортні засоби та будівельні машини. 